# サウンド・オブ・メタル 〜聞こえるということ〜
『サウンド・オブ・メタル 〜聞こえるということ〜』（サウンドオブメタル きこえるということ、Sound of Metal）は2019年のアメリカ合衆国のドラマ映画。監督はダリウス・マーダー、主演はリズ・アーメッドが務めた。第93回アカデミー賞で作品賞を含む6部門にノミネートされ、編集賞と音響賞を受賞した。

## ストーリー
ドラマーのルーベン・ストーンは恋人のルーと一緒にバンドを組んで活動していた。そんなある日、ルーベンは耳が聞こえにくくなっていることに気がついた。念のため専門医を受診したところ、両耳の聴力が極端に低下しており、ルーベンはいつ聴力を失ってもおかしくない状態にあることが判明した。ルーベンはすぐに治療を開始したが、病状は急速に悪化していった。絶望のあまり自暴自棄になるルーベンを、ルーは聴覚障害者の自助グループのもとへ連れて行く。彼/彼女らとの交流を通して、ルーベンは徐々に生きる希望を見出していくものの、いつまでもそこに留まり続けることに疑問を覚え、ある決断を下す。

## キャスト
※括弧内は日本語吹替。
- ルーベン・ストーン：リズ・アーメッド（小松史法）
- ルー：オリヴィア・クック（渡辺明乃）
- ジョー：ポール・レイシー（仲野裕）
- ダイアン：ローレン・リドロフ（吹替なし）
- リチャード・バーガー：マチュー・アマルリック（滝知史）
- 薬剤師：マイケル・トウ（英語版）

## 製作
2016年1月22日、ダコタ・ジョンソンとマティアス・スーナールツが本作に出演することになったと報じられたが、後に2人は降板した。2018年7月、リズ・アーメッド、オリヴィア・クック、ローレン・リドロフ、マチュー・アマルリックの起用が発表された。アーメッドは耳が聞こえなくなったドラマーを演じるに際し、半年もの間ドラムの練習に励むと共に、アメリカ手話の習得に努めた。
なお、本作にはリドロフをはじめとして聾者の俳優が多く起用されている。

## 公開・マーケティング
2019年9月6日、本作は第44回トロント国際映画祭でプレミア上映された。12日、アマゾン・スタジオズが本作の全米配給権を獲得したとの報道があった。2020年9月24日、本作のオフィシャル・トレイラーが公開された。
当初、本作は2020年8月14日に全米公開される予定だったが、新型コロナウイルスの流行が止まらなかったため、公開日は同年11月20日に延期されることになった。
2020年12月4日よりAmazon Prime Videoで独占配信を開始する。
日本では2021年9月16日にヒューマントラストシネマ渋谷で先行上映されたあと、10月1日より劇場公開された。

## 評価
本作は批評家から絶賛されている。映画批評集積サイトのRotten Tomatoesには35件のレビューがあり、批評家支持率は94%、平均点は10点満点で8.11点となっている。サイト側による批評家の見解の要約は「リズ・アーメッドの情熱的な演技によって生命を吹き込まれ、『サウンド・オブ・メタル 〜聞こえるということ〜』は聴覚障害を抱える人々が経験していることを見事に描き出し、観客の思考を喚起している。」となっている。また、Metacriticには9件のレビューがあり、加重平均値は85/100となっている。